# Rhodopicozoa
I Rodopicozoi , note anche come Rhodopicozoa, sono una suddivisione filogenetica del superregno archeplastidi, contenenti anche il regno delle piante. La cladistica filogenetica considera dunque tale raggruppamento tassonomico un Regno, al pari del suo regno fratello delle Piante.

## Classificazione
Secondo le classificazioni più recenti, basate sulla filogenesi, tale regno appartiene sicuramente al superregno degli archeplastidi.
Secondo la classificazione filogenetica (APG IV) sarebbero degli archeplastidi primitivi non appartenenti al Regno delle Piante, ma comunque con evidenti similitudini.
 in large part due to limited study of the glaucophytes.

## Suddivisioni
Il regno Rhodopicozoa è suddiviso i tre sottoregni:
- Picozoa - Eucarioti eterotrofi unicellulari marini con una dimensione inferiore a circa 3 micrometri. Non sono capaci di fotosintesi, e sono gli organism più primitivi del regno.
- Rhodophyta - Detti anche alghe rosse, sono gli organismi autotrofi eucarioti più antichi, privi di flagelli, fotosintetizzanti, che contengono clorofilla a e d (dovuta alla presenza di cianobatteri simbionti), ficobiline contenute nei ficobilisomi e comprendenti specie plurinucleate.
- Glaucophyta - Sono un piccolo gruppo di microorganismi simili ad alghe unicellulari che si trovano in ambienti terrestri d'acqua dolce e umidi. Vicini alle piante verdi e alle rodofite e possono essere simili al tipo di alga dalla quale tutte queste si sono sviluppate.

## Albero Cladistico
| Rhodopicozoa | \| \| Picozoa \| \| \| \| \| \| Alghe rosse (Rhodophyta) \| \| \| \| \| \| Glaucophyta \| \| \| \| |
|              | \| \| Picozoa \| \| \| \| \| \| Alghe rosse (Rhodophyta) \| \| \| \| \| \| Glaucophyta \| \| \| \| |
|              | Picozoa                                                                                            |
|              | |
|              | Alghe rosse (Rhodophyta)                                                                           |
|              | |
|              | Glaucophyta                                                                                        |
|              | |